# Iseyin
Koordinaten: 7° 58′ N, 3° 36′ O
Iseyin ist eine Stadt in Nigeria mit 340.707 Einwohnern (Stand 1. Januar 2005).

## Geographie
Die Stadt liegt etwa 30 Kilometer westnordwestlich von Oyo im Bundesstaat Oyo.

## Wirtschaft
Als Zentrum der Baumwollweberei beherbergt Iseyin einen wichtigen Tuchmarkt.